# Chica rica (canción)
«Chica rica» es una canción interpretada por el chileno y one hit-wonder René de la Vega, y escrita por Cristián Araya. Es la primera canción de su álbum homónimo y debut (1999). Se caracteriza por tener un estilo kitsch, inspirado claramente por el rock and roll y especialmente Elvis Presley. Editada de manera independiente, y con un videoclip promocional incluido, logró una difusión aceptable. Sin embargo la crítica de la época fue negativa.  
El marcado estilo kitsch de la canción le ha dado un estatus de culto en Chile, siendo la canción más conocida de su intérprete.

## Videoclip
Como parte del debut artístico de René de la Vega se preparó un videoclip promocional de la canción, donde la hermana del cantante actúa como la protagonista. El video tuvo amplia difusión en la televisión chilena, lo que permitió que René de la Vega fuese invitado a diversos programas del medio.

## Recepción
Si bien el video tuvo mayormente críticas negativas, e inclusive fue objeto de burlas por medios sensacionalistas, la difusión en televisión permitió a René de la Vega firmar con el sello EMI Chile, el cual lanzaría su segundo álbum Vuelvo a vivir (2002). Las burlas de que fue objeto llegaron a provocarle depresión al cantante, y con ello el fin de su breve carrera musical.
Actualmente es considerada como un clásico kitsch chileno. René de la Vega, actualmente alcalde de Conchalí, interpretó la canción en el Metro de Santiago para celebrar la llegada de la línea 3 a su comuna.